# Kaya Yanar
Kaya Yanar, né le 20 mai 1973 à Francfort-sur-le-Main, est un comédien et animateur de télévision allemand avec des origines turco-arabes d'Antioche. Il publie des disques, émissions de radio et de télévision, des films et des livres qui traitent souvent de manière humoristique des sujets chauds tels que les difficultés autour de l'intégration des immigrants dans la société allemande ou les phénomènes d'une société multiculturelle dans une ère qui s'inscrit dans la globalisation. Il joue avec des stéréotypes et incarne par exemple des personnages tels que des portiers turcs violents ou des agriculteurs indiens simplistes. Son émission la plus connue s'intitule Was guckst du?!. Elle a été inspirée de l'émission anglaise Goodness gracious me. Elle fut diffusée entre le 26 janvier 2001 et le 30 décembre 2005. Depuis ce temps-là, Kaya Yanar a animé plusieurs autres émissions qui ont été moins couronnées de succès, récemment dans Die Kaya Show qui a été diffusé seulement très brièvement entre le 14 janvier et le 25 février 2012. Il a également participé comme acteur dans plusieurs films humoristiques ainsi que dans la série télévisée allemande Schillerstraße.